# Rajoir
Rajoir è un sottodistretto (upazila) del Bangladesh situato nel distretto di Madaripur, divisione di Dacca. Si estende su una superficie di 229,29 km² e conta una popolazione di 204.356 abitanti (dato censimento 1991).